# “元吉在上”摩崖石刻
“元吉在上”摩崖石刻位于中国浙江省宁波市海曙区龙观乡龙谷村天井岙自然村东面岩崖上，清代文字石刻，刻于清嘉庆七年（1802年），岩石呈梯形，削面直刻“元吉在上”四个大字，字径为45厘米×35厘米，石刻为行书体，天井山下原有天井寺和关龙庙，石刻内容与这两座寺庙有关，2007年9月公布为鄞州区文物保护单位:341-342，2018年12月28日因行政区划调整公布为海曙区文物保护单位。